# 齿爪叠鞘兰
齿爪叠鞘兰（学名：Chamaegastrodia poilanei），为兰科叠鞘兰属下的一个植物种。